# شيغيلة بويدية
شيغيلة بويدية (بالإنجليزية: Shigella boydii)‏ هو أحد أنواع البكتيريا التابع لجنس الشيغيلة ضمن شعبة المتقلبات. يضم هذا النوع ثمانية عشرة نمط مصلي مختلف.

## الأنماط المصلية
- الشِّيغِيلَّةُ البُويدِيَّة تضم الأنماط المصلية التالية:
  - الشِّيغِيلَّةُ البُويدِيَّة النمط الأول (بالإنجليزية: Shigella boydii type 1)‏
  - الشِّيغِيلَّةُ البُويدِيَّة النمط الثاني (بالإنجليزية: Shigella boydii type 2)‏
  - الشِّيغِيلَّةُ البُويدِيَّة النمط الثالث (بالإنجليزية: Shigella boydii type 3)‏
  - الشِّيغِيلَّةُ البُويدِيَّة النمط الرابع (بالإنجليزية: Shigella boydii type 4)‏
  - الشِّيغِيلَّةُ البُويدِيَّة النمط الخامس (بالإنجليزية: Shigella boydii type 5)‏
  - الشِّيغِيلَّةُ البُويدِيَّة النمط السادس (بالإنجليزية: Shigella boydii type 6)‏
  - الشِّيغِيلَّةُ البُويدِيَّة النمط السابع (بالإنجليزية: Shigella boydii type 7)‏ المرادف الشغيلة الإيتية (بالإنجليزية: Shigella etousae)‏)
  - الشِّيغِيلَّةُ البُويدِيَّة النمط الثامن (بالإنجليزية: Shigella boydii type 8)‏
  - الشِّيغِيلَّةُ البُويدِيَّة النمط التاسع (بالإنجليزية: Shigella boydii type 9)‏
  - الشِّيغِيلَّةُ البُويدِيَّة النمط العاشر (بالإنجليزية: Shigella boydii type 10)‏
  - الشِّيغِيلَّةُ البُويدِيَّة النمط الحادي عشر (بالإنجليزية: Shigella boydii type 11)‏
  - الشِّيغِيلَّةُ البُويدِيَّة النمط الثان عشر (بالإنجليزية: Shigella boydii type 12)‏
  - الشِّيغِيلَّةُ البُويدِيَّة النمط الثالث عشر (بالإنجليزية: Shigella boydii type 13)‏
  - الشِّيغِيلَّةُ البُويدِيَّة النمط الرابع عشر (بالإنجليزية: Shigella boydii type 14)‏
  - الشِّيغِيلَّةُ البُويدِيَّة النمط الخامس عشر (بالإنجليزية: Shigella boydii type 15)‏
  - الشِّيغِيلَّةُ البُويدِيَّة النمط السادس عشر (بالإنجليزية: Shigella boydii type 16)‏
  - الشِّيغِيلَّةُ البُويدِيَّة النمط السابع عشر (بالإنجليزية: Shigella boydii type 17)‏
  - الشِّيغِيلَّةُ البُويدِيَّة النمط الثامن عشر (بالإنجليزية: Shigella boydii type 18)‏